# Trollpikken
Le Trollpikken (« pénis du troll » en français), est une formation rocheuse de forme phallique située sur une falaise non loin de la commune d'Eigersund, au sud-ouest de la Norvège.
Le rocher, sortant d'une falaise à une hauteur de près de 12 mètres, ressemble à un pénis en érection. Curiosité locale, cette roche de 10 tonnes concourt au tourisme dans la région, un parking ayant été aménagé pour l'admirer.

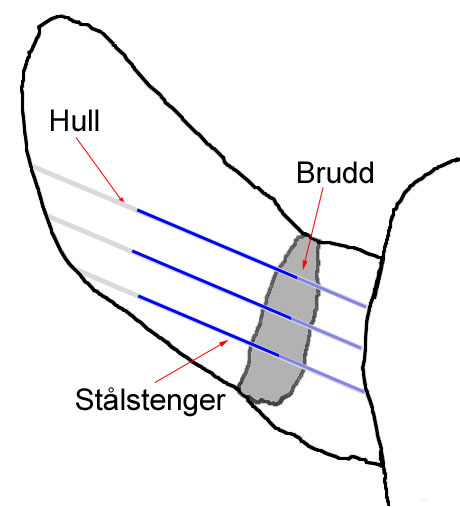
La reconstruction du « Trollpikken ».

Le 24 juin 2017, le rocher est vandalisé et découvert en contrebas de son emplacement habituel. Une collecte de fonds sur un site de financement participatif permet de récolter quelque 227 000 couronnes (près de 24 000 euros) pour recoller les morceaux. Fixée de nouveau à la paroi rocheuse avec des fixations métalliques complétées par de la colle et du ciment, l'évènement a valu une soudaine notoriété à la formation géologique dans le pays.
Un personnel du musée du Romsdal a indiqué que de nombreuses formations rocheuses en Norvège ont des noms humoristiques semblables, bien que pikk soit un mot relativement nouveau dans la langue pour parler du pénis.